# Karol Jabłoński
Karol Jabłoński (ur. 25 sierpnia 1962 w Giżycku) – polski żeglarz, sternik jachtowy, skipper, żeglarz lodowy. Zawodowy sternik regatowy. Jeden z najbardziej wszechstronnych żeglarzy, który odniósł sukcesy w żeglarstwie morskim, bojerach i żeglarstwie meczowym. Wielokrotny mistrz świata oraz Europy. Uznany w międzynarodowym środowisku żeglarskim, biorący udział w profesjonalnych regatach na akwenach całego świata. Wychowanek klubu Baza Mrągowo, aktualny reprezentant Olsztyńskiego Klubu Żeglarskiego.

## Życiorys
Przygodę z żeglarstwem rozpoczynał na jeziorze Tałty. W roku 2007, jako pierwszy polski sternik, wystartował w prestiżowych regatach świata – America’s Cup, uznawanych za „żeglarski Mount Everest”. W 32. edycji regat o Puchar Ameryki rozgrywanych w Walencji był sternikiem teamu gospodarzy. Na hiszpańskim jachcie Desafio Español, którego matką chrzestną była królowa Zofia, zdobył 3. miejsce w regatach challengerów Louis Vuitton Cup. Osobiste gratulacje odebrał od króla Juana Carlosa I, z którym żeglował wcześniej wielokrotnie.
W latach 2009–2010 był skipperem rosyjskiego teamu Synergy i z nowo uformowanym zespołem odniósł sukcesy w regatach Louis Vuitton Trophy rozgrywanych na jachtach klasy AC. W roku 2007 był skipperem niemieckiego teamu United Internet Germany, przygotowującego się do startu w regatach America’s Cup 2009. W roku 2002 z polską załogą zdobył mistrzostwo świata w Match Racingu, najbardziej kompleksowej formie żeglarstwa i przez rekordowe 18 miesięcy był liderem międzynarodowego rankingu ISAF. W latach 2001–2002 był skipperem polskiego teamu „Polska 1” planującego udział w regatach o America’s Cup.
Jest wielokrotnym medalistą mistrzostw świata w różnych klasach jachtów morskich i zwycięzcą licznych międzynarodowych regat w klasach:
- One Tone,
- 50’,
- Mumm 36,
- ILC 46,
- ILC 40,
- Sydney 40,
- Wally i Swan.

Wygrywał m.in. Admiral’s Cup, Commodores’ Cup, Copa del Rey, Kiel Week, Sardinias Cup, SORC, Palmavella, Zegna Trophy. W roku 1996 był trenerem konsultantem polskiej kadry olimpijskiej i miał wkład w zdobycie złotego medalu w klasie Finn przez Mateusza Kusznierewicza na igrzyskach olimpijskich w Atlancie.
Został członkiem honorowego komitetu poparcia Bronisława Komorowskiego przed przyspieszonymi wyborami prezydenckimi 2010 oraz przed wyborami prezydenckimi 2015.

## Osiągnięcia

### Żeglarstwo
| Regaty                                   | Team                | Pozycja    |
| ---------------------------------------- | ------------------- | ---------- |
| 2013 Mistrzostwa Europy w klasie DN      | –                   | 1. miejsce |
| 2012 Giraglia Rolex Cup                  | Near Miss           | 1. miejsce |
| 2011 Mistrzostwa Europy w klasie DN      | –                   | 1. miejsce |
| 2010 Louis Vuitton Trophy – La Maddalena | Team Synergy        | 2. miejsce |
| 2009 Louis Vuitton Trophy – Nice         | Team Synergy        | 3. miejsce |
| 2009 RC 44 Annual Match Racing           | Team Organika       | 3. miejsce |
| 2009 RC 44 Portoroz Cup Match Racing     | Team Organika       | 2. miejsce |
| 2009 RC 44 Austria Cup Match Racing      | Team Organika       | 2. miejsce |
| 2008 Swan 45 Int. Italian Championships  | Team Early Bird     | 3. miejsce |
| 2007 America’s Cup Louis Vuitton Cup     | Desafio Español     | 3. miejsce |
| 2005 Maxi Yachts Rolex Cup               | Wally ‘96 Team Y3K  | 1. miejsce |
| 2001 Maxi Yachts Rolex Cup               | Wally ‘96 Y3K       | 2. miejsce |
| 1999 Mumm 36 Mistrzostwa świata          | Team Thomas I Punkt | 1. miejsce |
| 1999 Sydney’40 Mistrzostwa świata        | Team MK Cafe        | 2. miejsce |
| 1999 Match Racing Mistrzostwa Europy     | Team MK Cafe        | 2. miejsce |
| 1997 ILC’40 Mistrzostwa świata           | Team Pinta          | 2. miejsce |
| 1994 Mumm 36 Commodores Cup              | Team Thomas I Punkt | 1. miejsce |
| 1994 One Ton Class Circuit               | Team Pinta          | 1. miejsce |
| 1993 50’ Admiral’s Cup                   | Team Container      | 2. miejsce |

### Match Racing
| Regaty                                  | Team           | Pozycja    |
| --------------------------------------- | -------------- | ---------- |
| 2004 Mistrzostwa Świata w Match Racingu | Team Jabłoński | 2. miejsce |
| 2003 Mistrzostwa Świata w Match Racingu | Team Jabłoński | 3. miejsce |
| 2003 Mistrzostwa Europy w Match Racingu | Team Jabłoński | 1. miejsce |
| 2002 Mistrzostwa Świata w Match Racingu | Team Jabłoński | 1. miejsce |
| 1999 Mistrzostwa Europy w Match Racingu | Team Jabłoński | 2. miejsce |

### KlasaDN

#### Mistrzostwa Świata
| Rok  | Medal  | Miejsce regat     | Kraj       | Startujących |
| 1992 | Złoto  | Arsunda           | Szwecja    |              |
| 1993 | Srebro | Jezioro Genewskie | Szwajcaria |              |
| 1994 | Srebro | Nieporęt          | Polska     |              |
| 1995 | Złoto  | Montreal          | Kanada     |              |
| 1996 | Złoto  | Wiedeń            | Austria    |              |
| 1997 | Złoto  | jezioro St. Clair | USA        |              |
| 2000 | Złoto  | jezioro Hjalmaren | Szwecja    |              |
| 2001 | Złoto  | Saginaw Bay       | USA        |              |
| 2002 | Srebro | Haapsalu          | Estonia    |              |
| 2003 | Złoto  | jezioro Champlain | USA        |              |
| 2004 | Srebro | jezioro Balaton   | Węgry      |              |
| 2014 | Złoto  | Haapsalu          | Estonia    |              |
| 2015 | Złoto  | jezioro Ontario   | Kanada     |              |
| 2016 | Złoto  | jezioro Glan      | Szwecja    |              |
| 2017 | Złoto  | jezioro Kegonsa   | USA        |              |
| 2018 | Złoto  | jezioro Wielimie  | POL        |              |
| 2020 | Srebro | Orsa              | Szwecja    |              |
| 2023 | Srebro | jezioro Kegonsa   | USA        | 105          |

#### Mistrzostwa Europy
| Rok  | Medal  | Kraj      | Miejsce               | Startujących |
| ---- | ------ | --------- | --------------------- | ------------ |
| 1985 | Srebro | Szwecja   | Gränna                |              |
| 1992 | Złoto  | Szwecja   | Arsunda               |              |
| 1996 | Srebro | Austria   | Salzburg              |              |
| 1997 | Srebro | Szwecja   | Växjö                 |              |
| 1998 | Brąz   | Finlandia | Säkylä                |              |
| 1999 | Srebro | Polska    | Giżycko               |              |
| 2000 | Brąz   | Szwecja   | Örebro                |              |
| 2001 | Złoto  | Czechy    | Lipno                 |              |
| 2002 | Srebro | Estonia   | Haapsalu              |              |
| 2011 | Złoto  | Estonia   | Kuressaare            | 155          |
| 2013 | Złoto  | Polska    | Jezioro Siemianowskie | 135          |
| 2014 | Złoto  | Estonia   | Morze Bałtyckie       | 158          |
| 2015 | Złoto  | Estonia   | Jezioro Võrtsjärv     | 126          |
| 2017 | Złoto  | Węgry     | jezioro Balaton       | 124          |
| 2018 | Brąz   | Polska    | Jezioro Wielimie      | 151          |

#### Mistrzostwa Ameryki Północnej
| Rok  | Medal  | Kraj              | Miejsce           | Startujących |
| ---- | ------ | ----------------- | ----------------- | ------------ |
| 1995 | Złoto  | Kanada            | Montreal          |              |
| 1997 | Brąz   | Stany Zjednoczone | jezioro St. Clair | 118          |
| 1999 | Srebro | Kanada            | jezioro St. Louis | 124          |
| 2001 | Złoto  | Stany Zjednoczone | Saginaw Bay       | 96           |

#### Mistrzostwa Polski
| rok  | medal  | miejsce regat    | kraj   |
| 2017 | Złoto  | jezioro Wielimie | Polska |
| 2018 | Srebro | jezioro Niegocin | Polska |